# Punctelia toxodes
Punctelia toxodes är en lavart som först beskrevs av Stirt., och fick sitt nu gällande namn av Kalb & M. Götz. Punctelia toxodes ingår i släktet Punctelia och familjen Parmeliaceae.   Inga underarter finns listade i Catalogue of Life.